# Берже, Пьер
Пьер Берже́ (фр. Pierre Bergé; 14 ноября 1930, Сен-Пьер-д’Олерон — 8 сентября 2017, Сен-Реми-де-Прованс) — французский промышленник и меценат, один из основателей дома моды Yves Saint Laurent, возлюбленный и партнёр модельера Ива Сен-Лорана.

## Ранние годы
Берже родился на острове Олерон (департамент Приморская Шаранта). Его мать Кристиана была певицей-любительницей (сопрано) и прогрессивным учителем, использовавшей метод Монтессори. Отец работал в налоговой службе и был любителем регби. Берже учился в Лицее Эжена Фромантена в Ла-Рошели, а затем отправился в Париж. В день приезда, когда он шёл по Елисейским Полям, французский поэт Жак Превер приземлился на него, выпав из окна своей квартиры. В первые годы в Париже Берже подружился с молодым художником Бернаром Бюффе и сыграл большую роль в его становлении.

## Ив Сен-Лоран
Берже познакомился с Ивом Сен-Лораном в 1958 году. У них завязались романтические отношения, и вместе они в 1961 году открыли дом моды Yves Saint Laurent. Пара рассталась в 1976 году, но они остались друзьями и деловыми партнёрами на всю жизнь. Берже выступал в качестве генерального директора Yves Saint Laurent до 2002 года. Много вложивший в репутацию и наследие дома, он был известен как «настоятель Yves Saint Laurent». По данным The New York Times, за несколько дней до смерти Сен-Лорана в 2008 году они заключили гражданский союз.
В 1992 году Берже продал акции Yves Saint Laurent как раз перед тем, как компания опубликовала плохие экономические показатели. В 1996 году это признали инсайдерской торговлей, и он был приговорён к штрафу в размере миллиона франков. После ухода Сен-Лорана из дома моды в 2002 году Берже стал президентом Pierre Bergé-Yves Saint Laurent Foundation.

## Культурная и политическая деятельность
В 1987 году Берже запустил французский журнал Globe, который поддержал кандидатуру Франсуа Миттерана на президентских выборах. Берже участвовал во всех предвыборных митингах в поддержку Миттерана. Позже он стал президентом Ассоциации друзей Института Франсуа Миттерана. В 1993 году он помог запустить журнал Globe Hebdo.
Давний поклонник и покровитель оперы, Миттеран в 1988 году назначил Берже президентом Оперы Бастилии. Берже ушёл в отставку с поста в 1994 году, став почётным президентом Парижской национальной оперы. Он был президентом Médiathèque Musicale Mahler, некоммерческой библиотеки с обширными коллекциями музыки XIX и XX века. Он также был президентом комитета Жана Кокто и исключительным владельцем всех моральных прав на работы Жана Кокто.
В июле 1992 года Берже был назначен послом доброй воли ЮНЕСКО. Сторонник прав геев, он поддерживал ассоциацию по борьбе со СПИДом, Act Up-Paris, и стал владельцем журнала Têtu. Он также был одним из акционеров Pink TV. В 1994 году он с Лин Рено участвовал в создании ассоциации Sidaction и стал её президентом в 1996 году, занимая эту должность до своей смерти. Sidaction является одной из главных ассоциаций по борьбе со СПИДом в Европе.
В феврале 2009 года Берже выставил на продажу коллекцию произведений искусства, которую он собирал вместе с Сен-Лораном. В коллекции были две из двенадцати бронзовых голов статуй, украденных из Старого летнего дворца в Китае во время Второй опиумной войны. Когда Китай попросил вернуть эти статуи, Берже заявил: «Я готов предложить эту бронзовую голову китайцами прямо сейчас. Всё, что им нужно сделать, это объявить, что они собираются соблюдать права человека, вернуть тибетцам свободу и согласиться принять Далай-ламу на их территории». Когда китайский коллекционер Цай Минчао выиграл аукцион и отказался платить по «нравственным и патриотическим причинам», Берже решил оставить их себе.
Берже также создал музей берберского искусства в Марракеше (Марокко), в котором собрана коллекция из различных частей Марокко, от Рифа до Сахары. В ноябре 2010 года он купил долю в газете Le Monde.
В 2014 году вышел фильм французского режиссёра Джалиля Леспер «Ив Сен-Лоран», где показана совместная личная и творческая жизнь Берже и Ив Сен-Лорана. Берже принимал непосредственное участие в подготовке фильма, и 77 оригинальных нарядов были предоставлены для съёмок показа коллекции 1976 года Opéra Ballets Russes. Роль Берже исполнил Гийом Гальенн.
Скончался 8 сентября 2017 года в возрасте 86 лет в Сен-Реми-де-Провансе, департамент Буш-дю-Рон на юге Франции.

## Награды
Берже награждался орденом Оранских-Нассау, орденом «За заслуги» (офицер), орденом Искусств и литературы (командор) и орденом Почётного легиона (великий офицер и командор), орденом Алауитского трона (большой крест).